# Rotenberg (Naturschutzgebiet)
Das Naturschutzgebiet Rotenberg liegt auf dem Gebiet der Stadt Bruchsal im Landkreis Karlsruhe in Baden-Württemberg.
Das Gebiet erstreckt sich östlich der Kernstadt von Bruchsal. Westlich des Gebietes verläuft die B 3, südlich fließen die Saalbach und der Rohrbach und verlaufen die Landesstraße L 618 und die B 35. Unweit südlich der südöstlichen Ecke erhebt sich der 215 Meter hohe Rotenberg.

## Bedeutung
Das 44,8 ha große Gebiet steht seit dem 22. Dezember 1999 unter der Kenn-Nummer 2.220 unter Naturschutz. Es handelt sich um einen großflächigen „Obstwiesenbestand mit seltener und schützenswerter Pflanzenwelt, um großflächige Heckenbestände, Hohlwege und Weinberge und um der natürlichen Sukzession überlassene Bereiche.“

## Schutzzweck
Schutzzweck ist gemäß Schutzgebietsverordnung die Entwicklung der schützenswerten Lebensbereiche, wie z. B. Magerwiesenbestände.